# 中門路
中門路（Jhongmen Rd.）為高雄市林園區西邊的東西向重要幹道，本道路屬台17線沿海公路。西起於小港、林園區交界，前端銜接小港區沿海三路轉北往高雄國際機場、國道一號及高雄市區，並與鳳鳴路、南星路形成三叉路口。東抵沿海路4巷的港埔派出所前由沿海路四段接續至屏東縣東港、枋寮、恆春半島及墾丁國家公園。因中門路也是臨海工業區來往林園工業區的聯外幹道，所以車流量較大，與沿海路近年經過道路拓寬施工後成寬敞大道。是高雄市、屏東縣兩地之間沿海往來重要沿海公路路段之一。

## 行經行政區域
（由西至東）
- 林園區

## 沿線設施
（由西至東）
- 沿海三路
- 鳳山丘陵
- 鳳鼻頭遺址
- 林園交流道（規劃中）
- T-UP加油站大通站
- 大安森林社區
- 學典科技有限公司
- 大家源家電
- 捷運中門站（高雄捷運林園延伸線規劃中）
- 中門橋
- 高86線
- 7-Eleven園中門市
- 台灣中油港埔加油站
- 高雄市政府警察局林園分局港埔派出所

## 公車資訊
- 高雄客運、屏東客運、中南客運、國光客運聯營
  - 9117「墾丁列車」（經台17線）
    - 高雄客運、屏東客運、中南客運：高鐵左營站－高雄火車站－高雄國際機場－林園－東港－林邊－枋寮－楓港－恆春－墾丁
    - 國光客運：高雄客運自立站－高雄火車站－高雄國際機場－林園－東港－林邊－枋寮－楓港－恆春－墾丁
- 港都客運
  - 林園幹線（紅3）：小港站－林園區公所

## 公共自行車
- 高雄市公共自行車租賃系統：
  - 林園大安公園：中門路/大安路口(西北側)